# Per Wretlind
Per Wretlind, född 6 juli 1911 i Blidö församling, Stockholms län, död 1 maj 1994 i Stockholm, var en svensk ingenjör och företagsledare; son till Paul Wretlind. 
Wretlind avlade studentexamen i Stockholm 1933, studerade i Storbritannien 1936–37 och avlade ingenjörsexamen 1939. Han anställdes vid AB Vägförbättringar 1939, blev direktörsassistent där 1942 och var vice verkställande direktör där 1946–47. Han var verkställande direktör vid Fyleverken AB 1947–76 och var innehavare och chef för Sandbäcks Grus AB med dotterbolag 1950–73, chef för Terra Maskin AB, Veinge Grus AB och Sandbäcks Betongvaru AB 1973–85. Han företog studie- och affärsresor i Tyskland, Storbritannien, Frankrike och USA.